# خاستگاه و ریشه کردها
کردها مردمانی ایرانی‌تبار هستند که به زبان‌های کردی از شاخه زبان های ایرانی غربی صحبت می‌کنند. محل سکونت این قوم از دیرباز در رشته کوه زاگرس و دشت‌های اطراف آن بوده‌است. صاحب نظران، فرضیه‌های متعددی از ریشه مردم کرد ارائه کرده‌اند اما اکثر صاحب نظران بر این باورند که ریشه این قوم به مادها وقبل از انهم یعنی گوتی‌ها و لولوبی‌ها برمی‌گردد.
مورخان نظریه‌ها و تحقیقات بسیار مختلفی برای ریشه کلمه کوڕد ارائه کرده‌اند. به گفته مستشرق انگلیسی، گادفری رولز درایور، واژه کُرد مربوط به «Karda» سومری است و از لوح‌های گلی سومری در هزاره سوم پیش از میلاد به دست آمده‌است، در حالی که به گفته سایر مورخان، کلمه کوڕد پیش از دوره اسلامی به عنوان یک واژه زبان کردی  میانه و به معنای سرزمین خدا بوده، و در نهایت ممکن است از یک نام باستانی یا جای‌نامی از نام قبایلی به نام واژه یونانی «Kyrtian» ها یا از منطقه کردوئنه مشتق شده باشد.

## ریشه نام
در مورد ریشه نام کُرد نظریات مختلفی وجود دارد و ریشه دقیق کلمه «کرد» مشخص نیست.
ریشه نام کورد
۱. برگرفته از نام موسس و یکی از شاهان پادشاهی میتانی: خاندان شاهی میتانی با فرهنگ‌ و زبان هندو-اروپایی  در سده‌های ۱۲ تا ۱۵ پیش از میلاد در میانرودان فرمانروایی کردند.
نام موسس اسطوره ای و اولین پادشاه آن کرتا بود و جالب است که کوردی وزه (یا کوردی وِزّه) لقب یا نام خانوادگی یکی از  پادشاهان میتانی با نام اصلی شورتانا تعلق داشته است. پایتخت میتانیها در کتیبه ها واشوکانی (به معنی سرچشمه خوبی) هستش که امروزه  سریکانی  یا راس العین خوانده میشود. در کوردی امروزی  کلمه واش (باش) به معنی خوب و  کانی هم به معنی چشمه میباشد.
۲. برگرفته از واژه کردوئنه(ارمنی: Կորճայք؛ یونانی: Κορδυηνή؛ عبری: קרטיגיני‎) : یک منطقه تاریخی باستانی، واقع در جنوب دریاچه وان در شرق ترکیه امروزی، بود.حدس زده می شود که زبان اقوام این ناحیه، یک زبان ایرانی باستانی بوده باشد.
پادشاهی کردوئنه در پی فروپاشی امپراتوری سلوکی پدید آمد و در بیشتر تاریخ خود، یک ایالت از امپراتوری روم بود و خود را تابع روم می‌خواند اما در یک دوره، بین سال های ١٨٩ تا ٩٠ پ.م، از استقلال برخوردار بود. مردم کردوئنه تشوب، خدای آسمان و توفان و رعد و برق هوری، را می‌پرستیدند.
نخستین نویسنده یونانی که از مردم کاردوخی نام برده است هکاتئوس میلتی میباشد. او در حدود سال ۵٢٠ پ.م از آنان با عنوان گوردی یاد کرد.
یک قرن بعد، گزنفون در کتاب آناباسیس از این مردم با عنوان کاردوچوی (Καρδοῦχοι) نام می‌برد. آنها سال ۴٠١ پ.م در مناطق کوهستانی شمال رود دجله می‌زیستند 
در منابع یهودی منطقه کردوئنه را به عنوان مکان به زمین نشستن کشتی نوح، پس از پایان توفان بزرگ، می‌دانند.
بسیاری عقیده دارند که کلمه کُرد همان گُرد است که به معنی جنگجو و شجاع می‌باشد.

بر اساس یک نظریه، در فارسی میانه به عنوان kwrt- 𐭪𐭥𐭫𐭲 که اصطلاحی برای «کوچ‌نشین؛ چادرنشین» است، منشأ گرفته‌است.پس از فتح ایران توسط اعراب، این اصطلاح در زبان عربی به عنوان کُرد پذیرفته شد و به‌طور خاص در قبایل کوچ نشین به کار می‌رفت.
از قرن هفتم میلادی به بعد، واژه کُرد به دلیل استفاده بیشتر اعراب از آن بیشتر شناخته‌شده تر می‌شود. (الاکراد).
بر اساس برخی منابع، به نظر می‌رسد تا قرن شانزدهم میلادی، هویت قومی با عنوان کرد در میان گروه‌های مختلف ایرانی شمال غربی، بدون اشاره به هیچ زبان ایرانی خاص، شکل می‌گیرد.
شرف‌خان بدلیسی در قرن شانزدهم می‌گوید که «کردها» به چهار دسته تقسیم می‌شوند: کورمانج، لر، کلهر و گوران که هر کدام به گویش یا زبان متفاوتی صحبت می‌کنند) Paul (2008) خاطرنشان می‌کند که استفاده قرن شانزدهمی از واژه کرد که توسط بیدلیسی ثبت شده‌است، صرف نظر از گروه‌بندی زبانی، ممکن است بازتاب هویت قومی «کرد» شمال غربی ایران باشد که کورمانج، کلهر و گوران را متحد می‌کند.

## آفرینش هویتی قوم کرد
اصطلاح کرد در قرن شانزدهم توسط شرف‌خان بیدلیسی به عنوان چهار گروه قبیله ای کرمانج، لر، کلهر و گوران به کار می‌رود که هر کدام به گویش یا زبان متفاوتی صحبت می‌کنند. پال (۲۰۰۸) استدلال می‌کند که این نشان دهنده قوم زایی اولیه کردها به عنوان یک گروه منسجم شمال غربی ایران است، زیرا سه گروه از این چهار گروه را می‌توان به عنوان اجداد گروه‌هایی شناسایی کرد که حداقل تا حدی به عنوان کردان امروزی شناخته می‌شوند. لرها از منظر زبان‌شناسی یک گروه کرد نیستند و در واقع به ایرانیان شمال غربی تعلق ندارند بلکه به شاخه زبانی ایران جنوب غربی پیوند می‌خورند. پولس در ادامه خاطرنشان می‌کند که اولین متون که به‌طور مشخص به زبان کردی نوشته شده‌اند در همان دوره ظاهر شده‌اند.

## ریشه هویتی
کردها مردمانی ایرانی‌تبار هستند اغلب اعتقاد بر این است که مادها نقطه آغازی برای قوم‌شناسی کردها هستند، محققان و کُردشناسان مادهای آریایی مهاجر را که از سرزمین‌های شمالی به فلات ایران کوچ کردند را ریشه اصلی مردمان کرد می‌دانند. این اقوام مهاجر آریایی در طول مهاجرت گسترده‌شان دیگر اقوام بومی منطقه مانند لولوبی‌ها، گوتیان و کاردوچی‌ها را در خود حل کردند و یک گروه واحد را تشکیل دادند.
در مقابل برخی از محققان با مرتبط نمودن اقوام کرد با مادها مخالفند.
بر اساس برخی منابع اعتقاد بر این است که مردم کرد از ریشه‌های ناهمگون و متنوع تشکیل شده‌اند که تعدادی از گروه‌های قبیله‌ای یا قومی قبلی را ترکیب می‌کنند
مورخان قرن ۱۹ میلادی، مانند جورج راولینسون، کوردوئنه و کاردوچی را با کردهای امروزی یکی دانستند، با توجه به اینکه کاردوچی معادل واژگانی باستانی «کردستان» بود. این دیدگاه توسط برخی منابع آکادمیک اخیر پشتیبانی می‌شود که کوردوئنه را به عنوان نوعی پیشا-کرد اولیه یا معادل کردستان امروزی می‌دانند. با این حال، برخی از محققان مدرن، ارتباط کردها با کاردوچی‌ها را رد می‌کنند.
در جهان غرب اشکال متعددی از این نام کُرد وجود داشته که تا حدی به دلیل دشواری نمایش kh در لاتین بوده. املای «Karduchoi» خود احتمالاً از زبان ارمنی وام گرفته شده‌است، زیرا ختم -choi نشان دهنده پسوند جمع زبان ارمنی -kh است. حدس زده می‌شود که کاردوچی به یک زبان ایرانی باستان صحبت می‌کرده و به نظر می‌رسد عناصر ارمنی نیز داشته‌است.
منابع یهودی منشأ مردم کوردوئنه را به ازدواج جنیان پادشاه سلیمان با ۵۰۰ زن زیبای یهودی روایت می‌کنند. همین افسانه نیز توسط مقامات اولیه اسلامی برای توضیح منشأ کردها مورد استفاده قرار گرفت.
فرضیه ماد توسط ولادیمیر مینورسکی مطرح شد. دیدگاه مینورسکی متعاقباً توسط بسیاری از ملی‌گرایان کرد در قرن بیستم پذیرفته شد. I. Gershevitch «یک تکه تأیید زبان‌شناسانه» از تشخیص مینورسکی و سپس یک استدلال «زبانی-اجتماعی» دیگر را ارائه کرد. گرنوت ویندفور (۱۹۷۵) گویش‌های کردی را به‌عنوان پارتی شناسایی کرد (البته دارای زیرلایه‌ای در زبان ماد). فرضیه داشتن اجداد مادها توسط مارتین فان براینسن رد شده‌است. بروینسن می‌گوید: «اگرچه برخی از روشنفکران کرد ادعا می‌کنند که مردم آن‌ها از نژاد مادها هستند، اما شواهد کافی برای اجازه دادن به چنین ارتباطی در فاصله زمانی قابل توجه بین تسلط سیاسی مادها و اولین گواهی کردها وجود ندارد»

## افسانه‌های آفرینشی و ریشه‌ای
افسانه‌های متعددی وجود دارد که منشأ کردها را به تفصیل بیان می‌کند. یکی از این افسانه‌ها کردها را به عنوان نوادگان فرشتگان پادشاه سلیمان (جن) روایت می‌کند. این نوادگان را به اروپا فرستادند تا پانصد دوشیزه زیبا برای حرمسرای پادشاه برای او بیاورند. اما وقتی این نوادگان این کار را کردند و به اسرائیل بازگشتند، پادشاه مرده بود. به این ترتیب، جن‌ها در کوهستان ساکن شدند، با خود زنان ازدواج کردند و فرزندان آنها به عنوان کرد شناخته شدند.
علاوه بر این، در افسانه نوروز، پادشاهی شرور به نام ضحاک که دو مار از شانه‌هایش بیرون آمده بود، ایران را فتح کرده و رعایای آن را به وحشت انداخته بود و روزانه خواستار مغز مردان جوان بود. آشپزان قصر بدون آگاهی ضحاک یکی از مردان را نجات دادند و مغز دیگری را با مغز گوسفندی جابه‌جا کردند. به مردانی که نجات یافتند گفته شد که به کوه‌ها فرار کنند. از این پس کاوه آهنگر که چند تن از فرزندان خود را به دست ضحاک از دست داده بود، مردان را در کوهستان تربیت کرد و به کاخ ضحاک یورش برد و سر مارها را جدا کرد و ضحاک را کشت. کاوه به عنوان پادشاه جدید انتخاب شد و پیروان او سرآغاز خلق کردها را تشکیل دادند.

در نوشته‌های اولیا چلبی، جهانگرد ترک عثمانی، افسانه‌ای دربارهٔ کردها نیز وجود دارد. وی اظهار می‌دارد که این افسانه را از «مقدیسی مورخ ارمنی» دریافته است:
به گفته مقدیسی، اولین شهری که پس از طوفان نوح ساخته شد، شهر جودی و پس از آن قلعه‌های سنجار و میفارقین بود. شهر جودی توسط ملیک کردیم از اعضای جامعه نوح پیامبر اداره می‌شد. او مردی بود که کمتر از ۶۰۰ سال عمر نکرد و طول و عرض کردستان را طی کرد. با آمدن به میفارقین، آب و هوای آن را پسندید و در آنجا اقامت گزید و فرزندان و نوادگان زیادی به دنیا آورد. او زبانی مستقل از زبان عبری برای خود اختراع کرد. این زبان نه عبری است و نه عربی، فارسی، دری یا پهلوی بود و هنوز آن را زبان کوردیم می‌نامند. پس زبان کردی که در میفارقین ابداع شد و اکنون در سراسر کردستان مورد استفاده قرار می‌گیرد و نام خود را مدیون ملیک کردیم از اعضای جامعه نوح پیامبر است. از آنجایی که کردستان کوه سنگی بی پایانی است، دوازده نوع کردی وجود دارد که از نظر تلفظ و واژگان با یکدیگر تفاوت دارند. این تفاوت به گونه ای است که اغلب افراد مجبورند برای درک کلمات یکدیگر از مترجم استفاده کنند.